# Ferrer Rocks
Die Ferrer Rocks (spanisch Bancos Ferrer) sind Klippen vor der Danco-Küste des Grahamlands im Norden der Antarktischen Halbinsel. In der Gerlache-Straße liegen sie zwischen Useful Island und dem Ketley Point der Rongé-Insel.
Teilnehmer der 5. Chilenischen Antarktisexpedition (1950–1951) kartierten und benannten sie. Namensgeber ist Fernando Ferrer Fougá, Hydrograph an Bord des Transportschiffs Angamos bei dieser Forschungsreise. Das UK Antarctic Place-Names Committee übertrug diese Benennung 1980 ins Englische.